# الجامعة الإسلامية في روتردام
الجامعة الإسلامية في روتردام هي جامعة مهنية تأسست عام 1997. وهي عضو في اتحاد جامعات العالم الإسلامي. حصلت الجامعة الإسلامية للعلوم التطبيقية روتردام على أول اعتماد لها في عام 2010 لبرنامج درجة الماجستير في الرعاية الروحانية الإسلامية (العبادة) وفي عام 2013 لبرنامج البكالوريوس في اللاهوت الإسلامي؛ وتم اعتماد كلا البرنامجين من قبل (منظمة الاعتماد الرسمية في هولندا وفلاندرز). وفقًا لمقال إخباري من عام 2010 للجامعة علاقات دينية وثيقة مع حركة نوركو التركية. تمنح الجامعة درجات البكالوريوس والماجستير المعتمدتين. والجامعة ليس عضوًا في (اتحاد الجامعات الهولندية).

## التاريخ
يعتبر وجود الإسلام والمسلمين في هولندا حقيقة تاريخية اجتماعية، فمنذ سنوات الستين تم السماح للمسلمين بإقامة المساجد والمؤسسات والمنظمات، بموجب القانون الهولندي. ووفقاً للحقوق الدستورية فإن للمسلمين الحق في تأسيس المدارس الابتدائية والثانوية في إطار الدعم المالي لنظام التعليم الهولندي، فنشأت العديد من المدارس الإسلامية على صعيد التراب الهولندي. في سنة 1997م ونتيجة لمناقشات ودراسات تم أخذ مبادرة إنشاء جامعة إسلامية بهولندا، تعبر عن وجهة نظر علمية إسلامية، كما أنها لا تغفل الواقع الهولندي والمجتمع الهولندي.

## الأهداف
يعيش في هولندا الآن أكثر من 900.000 مسلم، ومن أجل الوفاء باحتياجاتهم الاجتماعية والدينية، لا بد من وجود مؤسسات علمية على المستوى التعليم الأساسي، وعلى المستوى التعليم العالي. الجامعة الإسلامية بروتردام تهدف إلى تقديم مساهماتها للجالية في مجالات عديدة، منها تكوين الأئمة وإعدادهم.
وبالانطلاق من بداية مرحلة التعليم نجد أن أبناء المسلمين الذين ينحدر أغلبهم من أصول مهاجرة، لكن نشأة أبناء المسلمين في ضمن المدارس والنظام التعليمي الهولندي، جعلهم يتضررون في مجالات التعليم ومن ثم العمل والدخل.
جامعة روتردام الإسلامية تهدف إلى تحقيق مبدأ: (أعيش مسلماً ومواطناً مسؤولاً في المجتمع الهولندي).
واستناداً إلى إحصاء قد أجري عام 1997، فإنه من المتوقع أن تكون نسبة المسلمين 10.8% من إجمالي سكان هولندا في عام 2015م، كما أن هناك نحو 430 من المؤسسات والمنظمات الإسلامية، وغالبيتها من المساجد.
فبأخذ هذه الحقائق في عين الاعتبار، يكون وجود جامعة روتردام الإسلامية أمراً ذا قيمة عليا في للمساهمة في المجتمع الهولندي متعدد الثقافات.
بالنسبة للمسلمين لا بد من وجود وعي شامل بشأن علاقتهم بالله، وعلاقة الله بالبشر، وبالتالي بدور ورؤية الإنسان للكون والحياة، والمسلمون باعتبارهم مواطنين مسؤولين لابد لهم من المساهمة في بناء المجتمع، وذلك باحترام القوانين والتعامل بشكل جيد ومقبول مع أساليب الحياة الاجتماعية.
كما أن جامعة روتردام الإسلامية تساهم في تنوع التعليم والبحث الأكاديمي في هولندا، مما يجعل لها مكانة مهمة في وضع مجتمع متعدد الثقافات ومتعدد الأديان، وبالتالي الاندماج الإيجابي للمسلمين في المجتمع الهولندي.
كما تأتي هذه الجامعة لسد الفجوة بين المسلمين وبين غير المسلمين في هولندا خصوصاً والمجتمع الغربي عموماً، وتعريف غير المسلمين بالإسلام وحضارته وقيمه ومبادئه، ولذا فإنه من المتوقع أن تلعب جامعة روتردام الإسلامية دور (الجسر الحضاري) بين العالم الإسلامي والعالم الغربي. كما أنها تساهم في توعية الشعوب الأوروبية بالإسلام وربط حلقات الاتصال والتعاون بين المسلمين وبين الغرب.

## رسالة الجامعة
- تعزيز التعليم في مجتمع حديث يشهد نمواً ثقافياً، وذلك من خلال منظور التقاليد الإسلامية داخل هولندا.
- تميز الجامعة الإسلامية بروتردام نفسها عن أي جامعة أخرى، بأنها مسؤولة اجتماعياً عن تعلم المجتمع من خلال عقيدة تجمع العدالة.
- العمل من أجل تحقيق الوفاق والحوار والتوازن في الحياة لإنتاج المعرفة ضمن نموذج إسلامي.
- إظهار نموذج علمي وعملي, يكون أنموذجاً رائداً للعلوم الإسلامية المؤسسة على أساس مبادئ تكامل المعرفة فيكون بذلك خبرة شاملة للتعليم الهولندي، بالإضافة إلى التعليم الإسلامي.
- الشروع في سلسلة لا تنتهي من البحث عن الحقيقة التي تنبثق عن الوجدان والعقل معاً، فدين العلوم في ضوء الضمير والعلوم الحديثة في ضوء العقل في بون شاسع، فتأتي الجامعة الإسلامية بروتردام في مسعى سيساعد في اتخاذ الطيران على أجنحة الفكر والضمير، في عصر الألفية الثالثة، فتصير لشجاعة الإيمان والعقل والعلم سلطة حاكمة.

## رؤية الجامعة
- الجامعة الإسلامية بروتردام مؤسسة للتعليم مدى الحياة، وستكون المركز التربوي في توفير الخبرة الأكاديمية في التعليم الجامعي وما قبل الجامعة، وذلك بإجراء البحوث العلمية، ونشر المعرفة في المجتمع، والمساهمة في تحسين وتحسين نوعية الحياة الإنسانية والحضارة الإسلامية لتحمل قيادة العلم.
- بينما تنفتح الجامعات والمعاهد العليا في المجتمع الهولندي على الآخر، تتوقع جامعة روتردام الإسلامية أنها في القريب ستؤسس فتحاً جديداً في هذه العلاقات، مع كل أشكال التعليم في هولندا، مثل المدارس الثانوية ومؤسسات التعليم العالي.
- التفاعل مع الآخر والتعاون من أجل تطوير التعليم العالي مسألة مهمة وتأخذها جامعة روتردام الإسلامية بعين الاعتبار.

## رؤية الجامعة والطلاب
- مع رؤية الجامعة في الاعتبار، يمكن ملاحظة أن جامعة روتردام الإسلامية بطلابها ومدرسيها تلبي رغبات واحتياجات كل الأفراد، في مجال تعريفهم بالعلوم الإسلامية والعلوم الاجتماعية باستخدام الوسائل المتاحة.
- كما أنه من المتوقع أن يتم تقديم برامج التعليم والتوجيه في ضمن البرامج المتاحة في الجامعة، وذلك من أجل خدمة منهجية للتعليم، ترتقي بالطلاب والباحثين.
- كما تشكل مسألة تدريب الباحثين والطلاب في مجالات حيوية يحتاجها المجتمع بشكل عام، أمراً منظوراً إليه في التعليم بجامعة روتردام الإسلامية، وذلك مثل: الإسلام والثقافة في هولندا، والآفاق الدولية في الإسلام، والإسلام والمواطنة، والإسلام والأخلاق العامة، والإسلام والتربية البيئية.

## رؤية الجامعة والفريق
- الجامعة في فريق العمل تؤكد على الاستمرار والاستفادة المثلى من الإمكانيات التعليمية المتوفرة، وتبني الجامعة في فريقها الفني الروح الأخويه في أعلى مستوى.
- العمل المهني والاحترام المتبادل والشفافية في التعامل بين كل مكونات الجامعة، أمر مؤكد عليه في رؤية الجامعة.
- تهدف الجامعة في فريق المهمات والاختصاصات إلى التوجه نحو أمثل الإنتاجية، وتشجيع جميع الزملاء العاملين على المشاركة في العمل لضمان جودة التعليم في الجامعة.

## رؤية الجامعة والعلاقات الخارجية
- في العلاقات الخارجية لا بد من تعزيز إدارة وتنسيق مسؤوليات التعليم وتبادل الخبرات في ميادين المعرفة مع المؤسسات خارج الجامعة. الجامعة تدرك أهمية أن تشتمل الدورات في المناهج الأساسية على (زيارة) من أساتذة الجامعات والكليات الهولندية أيضا. حيث تبادل الخبرات والطلاب، والمكتبة هي من أعز أهداف الجامعة.
- العلاقات الخارجية تظهر أيضاً في المشاركة العالمية في عالم الفكر، وذلك بالاستجابة وقبول القضايا الدولية في المحاضر الدولية والهيئات العالمية.
- في العلاقات الخارجية لابد من تقرير لضمان المساءلة العامة بكل الشفافية في صنع القرار، خاصة فيما يتعلق بالمسائل المالية ومشاركة الطلاب والأساتذة في تطوير المؤسسة.

## التعاون
بدأت جامعة روتردام الإسلامية في عام 2005 مع المنظمة الإسلامية للتربية والعلوم والثقافة (إيسسكو) كرسي (الإسلام في الغرب)، وتتعاون الجامعة مع غيرها من الجامعات الهولندية (جامعة أوترخت، وجامعة أمستردام الحرة).
وبصفة أكثر تحديداً، فإن التعاون مع المؤسسات العلمية يعتبر "ضرورة اجتماعية فكرية للمسلمين وغير المسلمين في المجتمع الهولندي"، وذلك لسد الاحتياجات الاجتماعية والدينية للمسلمين وغيرهم، على مستوى الإمام وعلى مستوى التعليم الأخلاقي. وذلك يجعل المسلم مسؤولاً عن الوطن وصاحب حقوق وواجبات. ونحن نطالب ونسعى في التعاون مع المعاهد الأوروبية بأوسع معاني الكلمة.

## التعليم
جامعة روتردام الإسلامية تتكون من عدد من المجموعات المختلفة، لكن أهم مؤسسات الجامعة هي:
- كلية العلوم الإسلامية
- كلية اللغات والحضارات
- كلية الفنون الإسلامية (الخط والعمارة والنقش)
- معهد الإسلام
- معهد البحوث
- معهد القرآن الكريم والقراءات العشر.

الكليات تقدم برامج البكالوريوس (3سنوات) والماجستير (سنتين).
وتعتبر لغة التعليم الأساسية للعلوم الأساسية هي اللغة العربية، وبالنسبة للعلوم الاجتماعية والثقافية فاللغة الهولندية هي المعتمدة، وفي دراسة مرحلة التخرج فللطالب فرصة الاطلاع على تطور الفكر الإسلامي والمجتمعات الإسلامية من منظور متعدد التخصصات والثقافات.
كرست هيئة التدريس (30) على الخبرة في مجالات عددية من العلوم الإسلامية، إلى الفكر السياسي والقضايا الإنسانية في دراسة الاقتصاد والمالية في المجتمعات الإسلامية. للطلاب المتخصصين في العلوم الإسلامية أيضاً مجال تطبيقي في نقل العلوم والمهارات الإسلامية بشكل مهني أيضاً، وبذلك فإن جامعة روتردام الإسلامية توسع اهتمامات المعرفة من خلال أنواع مختلفة من الدراسة.

## البحوث
لمعهد البحوث عددٌ من المهام :
- إجراء البحوث العلمية.
- تقديم الدعم الأساسي اللازم والتسهيلات لتشجيع البحوث.
- الحفاظ على الاتصالات مع مؤسسات العلمية الوطنية والدولية.

ويركز على المبادئ التالية:
- التأكيد على المنظور الإسلامي للحقائق في بيئة غير إسلامية.
- براز معنى الحياة في ضوء معاني القرآن.
- تأكيد أهمية المواطنة المسؤولة.
- خدمة المجتمع بطرق عملية وملموسة.
- تأكيد الموضوعية والاستقلال العلمي.
- تعزيز البحوث متعددة التخصصات في جميع فروع العلوم الإسلامية والاجتماعية.

من وجهة نظر معهد البحوث فإن مفهوم أبحاث وإطارها هو: النظرية والتجريبية (أي العمل الميداني).
ويبين الجدول أسفله دبلوم بحث مشاريع تندرج في ثلاث فئات :
البحث نوع البحث الممثل / شريك مشاريع البحوث معاهد البحوث بكالوريوس / ماجستير و/ أو الدكتوراه بحث مشاريع كليات وإدارات المشاريع البحثية الخارجية المؤسسات (الشركات)
الجدول يوضح مشاريع البحوث التي أجراها معهد بحوث من الكليات والمعاهد (ماجستير ودكتوراه)، ويبين التنسيق المشترك مع المؤسسات الخارجية و/ أو الشركات، ونوع البحث من ماجستير أو دكتوراه.
مشاريع البحوث يمكن أن تكون قد أجريت من الطلاب والباحثين تحت إشراف الجامعة من المروجين، وهذه يمكن معالجتها في ضوء مبادئ أخرى.
وفي الختام فإن هذه البحوث هي بحوث عملت في جو من حرية البحث، مما قد يلاحظ معه المطلعون على هذه البحوث وجود اتجاهات مختلفة في البحث والنظر.

## أولوية المشاريع البحثية
الأعوام الخمسة المقبلة تشكل فترة اختبار وتجريب فيما يتعلق بوضع الأطر والبحث منهجيات البحث، ويجب ملاحظة:
أولاً: أن الكثر من موضوعات الإسلام وقضاياه لا تزال قيد البحث في ضوء التطورات العديدة بالنسبة للمسلمين والإسلام.
ثانياً: هذه القضايا نادرة البحث من منظور منهجي وجهات أوروبي،. لقد حان الوقت للباحثين في مجال الدراسات الإسلامية لكي يضعوا أنفسهم في إطار نظام التجربة والمنهج الإحصائي.
وفي القريب سيعلن معهد البحوث عن أطر ومنهجيات البحث فيما يتعلق بعدد من المواضيع من الأهمية بمكان المجتمع الهولندي ومن وراءه الإطار الأوروبي.
الجدول التالي يقدم معلومات عن أنواع المشاريع البحثية التي تقوم بها حالياً لبحوث الجامعة بما بحوث السياسات والقانون والمؤسسات البحثية والتنظيمية، والبحث التاريخي والبحث الفني.
نماذج مشاريع البحوث التي اضطلع بها معهد بحوث على النحو التالي :

## بحوث السياسات
- الإسلام وفقه الأقليات
- مركز وظيفة الأئمة في مجتمع غير مسلم
- التكامل من منظور إسلامي

## القانون البحث
- الإسلام وحقوق الإنسان
- الديمقراطية والإسلام
- قواعد العيش وفق الإسلام في "أرض السلام"
- مبادئ توجيهية للمسلمين عن الطعام الحلال
- الأعياد الإسلامية ونظام القانون الأوروبي
- تفسير القواعد الإسلامية في دولة غير إسلامية (هولندا نموذجاً)
- الإسلام والجنس

## مؤسسات المجتمع ونظامه
- النجاح المدرسي للأطفال من وجهة نظر إسلامية
- وظيفة المساجد في هولندا
- المنظمات الإسلامية في هولندا
- رؤية الإسلام في البنوك الإسلامية

## البحث في التاريخ والفنون
- فن الخط اليدوي الإسلامي ضمن منظومات الفن في أوروبا
- العلاقات بين هولندا والدولة العثمانية

## بحث البرامج الأخرى (مؤسسات المجتمع الهولندي)
يقوم معهد البحوث بأنشطة مكثفة، دون أن يغيب عن باله متطلبات المجتمع، ولذلك فإنه يوجد العديد من مجالات التعاون مع المؤسسات الهولندية، سواء الحكومية (بشكل خاص) أو شبه الحكومية أو المؤسسات غير الحكومية، في موضوعات مثل الأعياد الإسلامية وأساليب قتل الحيوان وأوقات الصلاة، ومواد التعليم الديني في المدارس الإسلامية، فهذه القضايا وغيرها مطلوبة البحث والنظر من قبل الدولة الهولندية.
ولذا فإن جامعة روتردام الإسلامية تبذل قصارى جهدها لإقامة اتصالات مكثفة مع الوزارات والبلديات المحلية، كما أنه لها برامج بحث مشتركة مع العديد من المؤسسات في إطار عملي مثل الطعام الحلال.
كما أن المؤسسات المالية الإسلامية في أوروبا تحتل حيزاً من البحث العلمي في جامعة روتردام الإسلامية، بالإضافة إلى مشروع مواطنة المسلمين في هولندا وفي أوروبا، فهو مأخوذ بعين الاعتبار في معهد البحوث في جامعة روتردام الإسلامية.

## وصلات خارجية
- الموقع الرسمي

‌